# Villeneuve-de-Rivière
Villeneuve-de-Rivière là một xã thuộc tỉnh Haute-Garonne trong vùng Occitanie tây nam nước Pháp. Xã này nằm ở khu vực có độ cao trung bình 382 mét trên mực nước biển.